# Theodore Kuchar
Pour les articles homonymes, voir Kuchar (homonymie).
Theodore Kuchar est un chef d'orchestre américano-ukrainien, né à New York le 31 mai 1963 de parents immigrés ukrainiens.

## Biographie
Violoniste et altiste de formation, il joue de ce dernier instrument en musique de chambre comme en orchestre à Cleveland ou à Helsinki.
Il travaille la direction d'orchestre en 1980 avec l'orchestre symphonique de Boston, avec notamment Leonard Bernstein, Colin Davis, André Previn, puis avec l'orchestre de Cleveland sous la baguette de Lorin Maazel. Il dirige par la suite plusieurs orchestres de par le monde (Brisbane, Helsinki, Tallinn).
En 1992, il entre à la direction de l'Orchestre symphonique d'État d'Ukraine (devenu par la suite Orchestre symphonique national d'Ukraine) en tant que chef invité. Il en devient le chef d'orchestre attitré à partir de 1994, puis acquiert le titre honorifique de chef à vie.
Son répertoire va de la musique russe aux symphonistes américains du XIXe siècle au XXe siècle.